# Circondario di Chieti
Il circondario di Chieti era uno dei tre circondari in cui era suddivisa la provincia di Chieti.

## Storia
Con l'Unità d'Italia (1861) la suddivisione in province e circondari stabilita dal decreto Rattazzi fu estesa all'intera penisola.
Il circondario di Chieti fu in seguito abolito, come tutti i circondari italiani, nel 1927, nell'ambito della riorganizzazione della struttura statale voluta dal regime fascista. Buona parte del suo territorio fu assegnato alla nascente provincia di Pescara nel 1927, in particolare passarono alla nuova provincia i mandamenti di Manoppello (tranne il comune di Roccamontepiano), Caramanico Terme e San Valentino in Abruzzo Citeriore, oltre a Pescara stessa scorporata dal mandamento di Francavilla al Mare; il resto dei comuni del circondario rimase invece nella provincia di Chieti.

## Suddivisione amministrativa all'atto dell'istituzione (1861)
All'atto di istituzione, il circondario comprendeva 7 mandamenti ulteriormente suddivisi in 41 comuni, che divennero 40 dopo l'unione di San Silvestro al comune di Pescara nel 1879:
- Mandamento di Chieti, con i comuni di Forcabobolina, Torrevecchia, Villamagna, Vacri, Bucchianico, Fara Filiorum Petri e Casalincontrada
- Mandamento di Francavilla, con i comuni di Pescara, San Silvestro, e Ripa Teatina
- Mandamento di Tollo, con i comuni di Miglianico, Giuliano, Canosa, Arielli e Villarielli
- Mandamento di Guardiagrele, con i comuni di San Martino, Casacanditella, Filetto, Ari, Rapino, Pretoro e Pennapiedimonte
- Mandamento di Manoppello, con i comuni di Turrivalignani, Lettomanoppello, Serramonacesca e Roccamontepiano
- Mandamento di San Valentino, con i comuni di Bolognano, Abbateggio, Roccamorice e Tocco
- Mandamento di Caramanico, con i comuni di Salle, Musellaro, Roccacaramanico e Sant'Eufemia

## Variazioni amministrative
1863
- Sant'Eufemia ridenominata Sant'Eufemia a Maiella
- Torrevecchia ridenominata Torrevecchia Teatina
- Francavilla ridenominata Francavilla al Mare
- Giuliano ridenominata Giuliano Teatino
- San Martino ridenominata San Martino sulla Marrucina
- San Valentino ridenominata San Valentino in Abruzzo Citeriore
- Tocco ridenominata Tocco da Casauria

1864
- Canosa ridenominata Canosa Sannita

1879
- San Silvestro diventa frazione del comune di Pescara

1894
- Forcabobolina ridenominata San Giovanni Teatino

1911
- Villarielli ridenominata Poggiofiorito